# Опекушин, Александр Михайлович
Алекса́ндр Миха́йлович Опеку́шин (16 (28) ноября 1838 — 4 марта 1923) — русский скульптор-монументалист, создатель памятника поэту Александру Пушкину в Москве. Академик (с 1872) и действительный член (с 1895; по новому уставу) Императорской Академии художеств.

## Биография
Родился 16 (28) ноября 1838 года в деревне Свечкино Даниловского уезда Ярославской губернии в семье крепостного крестьянина помещицы Е. В. Ольхиной. Отец, регулярно бывая в Санкт-Петербурге, отдал двенадцатилетнего сына, с согласия помещицы, на три года в Рисовальную школу Императорского общества поощрения художников. Проявившего незаурядные способности мальчика, окончившего школу за два года, взял в свою скульптурную мастерскую в Петербурге преподававший в рисовальной школе профессор Д. И. Йенсен. Для дальнейшей учёбы в Императорской академии художеств Александру Опекушину пришлось выкупиться из крепостного сословия — за 500 рублей; 20 марта 1859 года он получил вольную. В 1861 году женился: в Преображенской церкви Санкт-Петербурга венчался с Евдокией Ивановной Гуськиной, — дочерью государственного крестьянина.
В Академии продолжал заниматься вольноприходящим у Йенсена. В 1862 году получил первую награду — Малую серебряную медаль за барельеф на заданную библейскую тему: «Ангелы, возвещавшие пастухам Рождество Христово». В этом же году заметивший его талант художник и скульптор М. О. Микешин приглашает никому не известного молодого ваятеля принять участие в сооружении грандиозного памятника «Тысячелетие России» в Новгороде — ему было поручено выполнить фигуру Петра I.
В 1864 году Академия присудила ему звание неклассного художника за скульптурные эскизы «Велизарий» и «Амур и Психея». Из этого звания он был повышен в 1869 году в классные художники 2-й степени, в 1870 году — в классные художники 1-й степени за исполненный бюст графини Шуваловой и семь колоссальных фигур, вылепленных для петербургского монумента императрице Екатерине II М. О. Микешина, и, наконец, в 1872 году — в академики за бюст рано умершего цесаревича Николая и статую Петра Великого. В 1872 году за бюст Петра I и скульптурную группу русских моряков Императорское Общество любителей естествознания, антропологии и этнографии наградило его Большой золотой медалью.

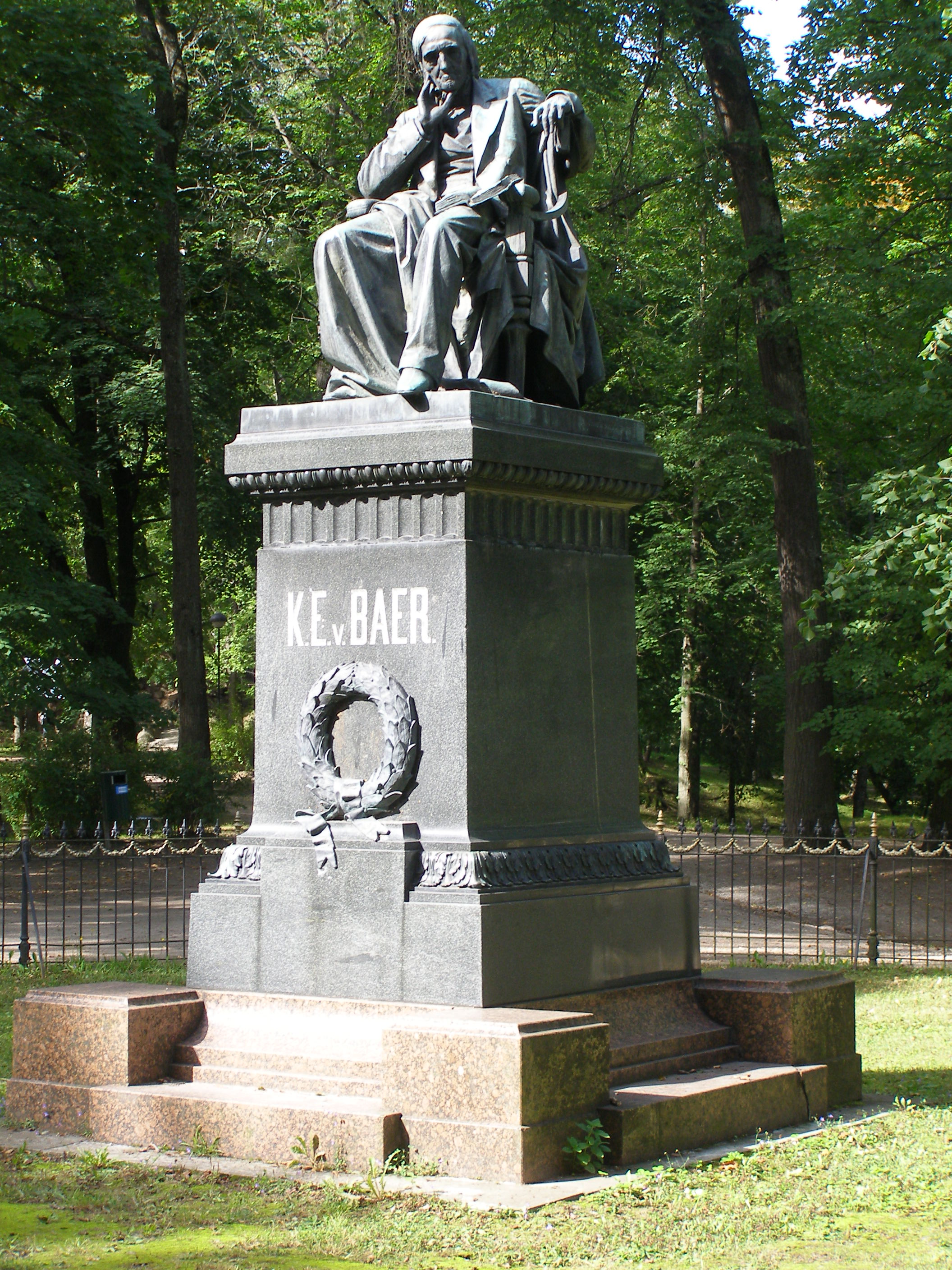
Памятник Карлу фон Бэру в Тарту

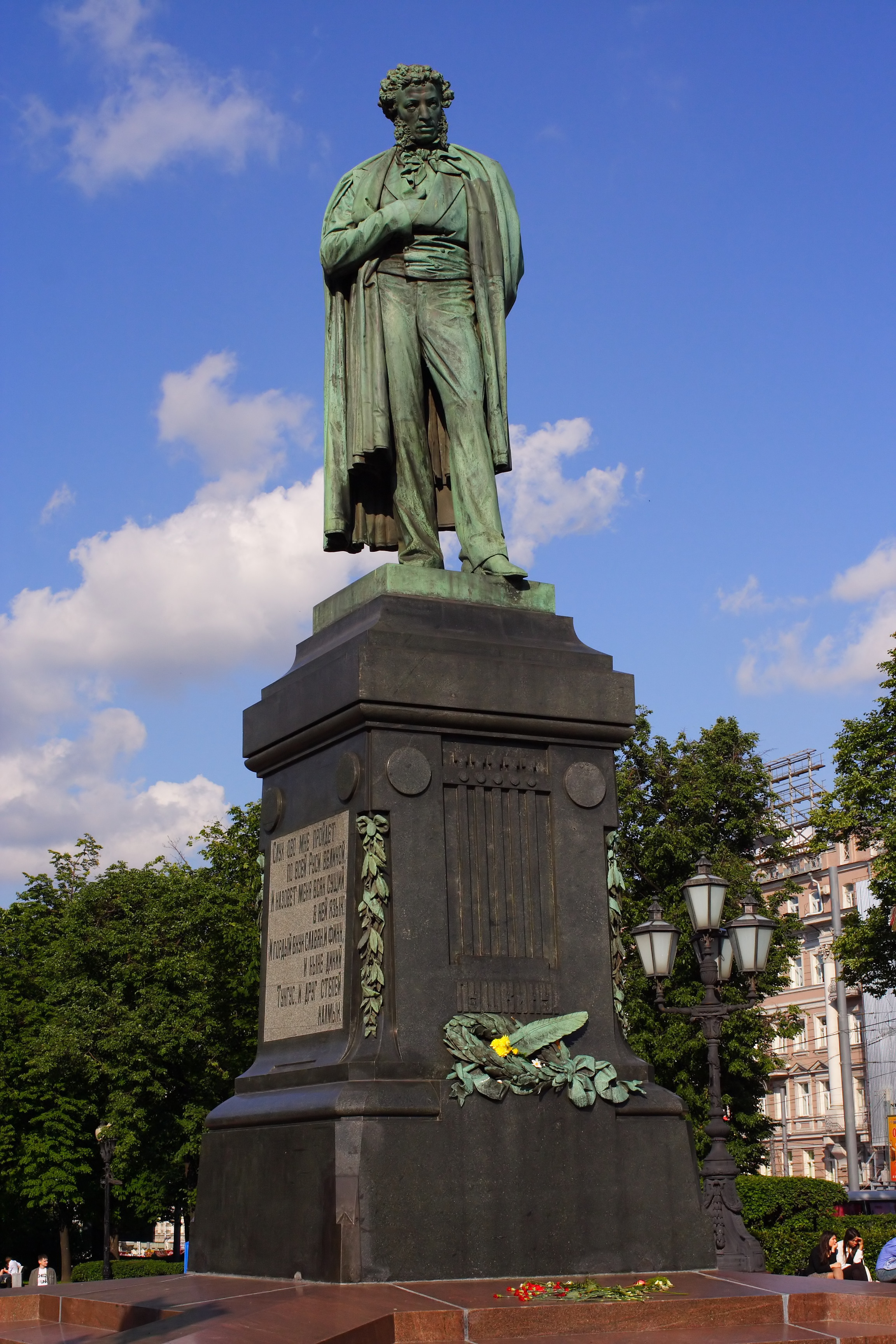
Москва. Памятник А. С. Пушкину

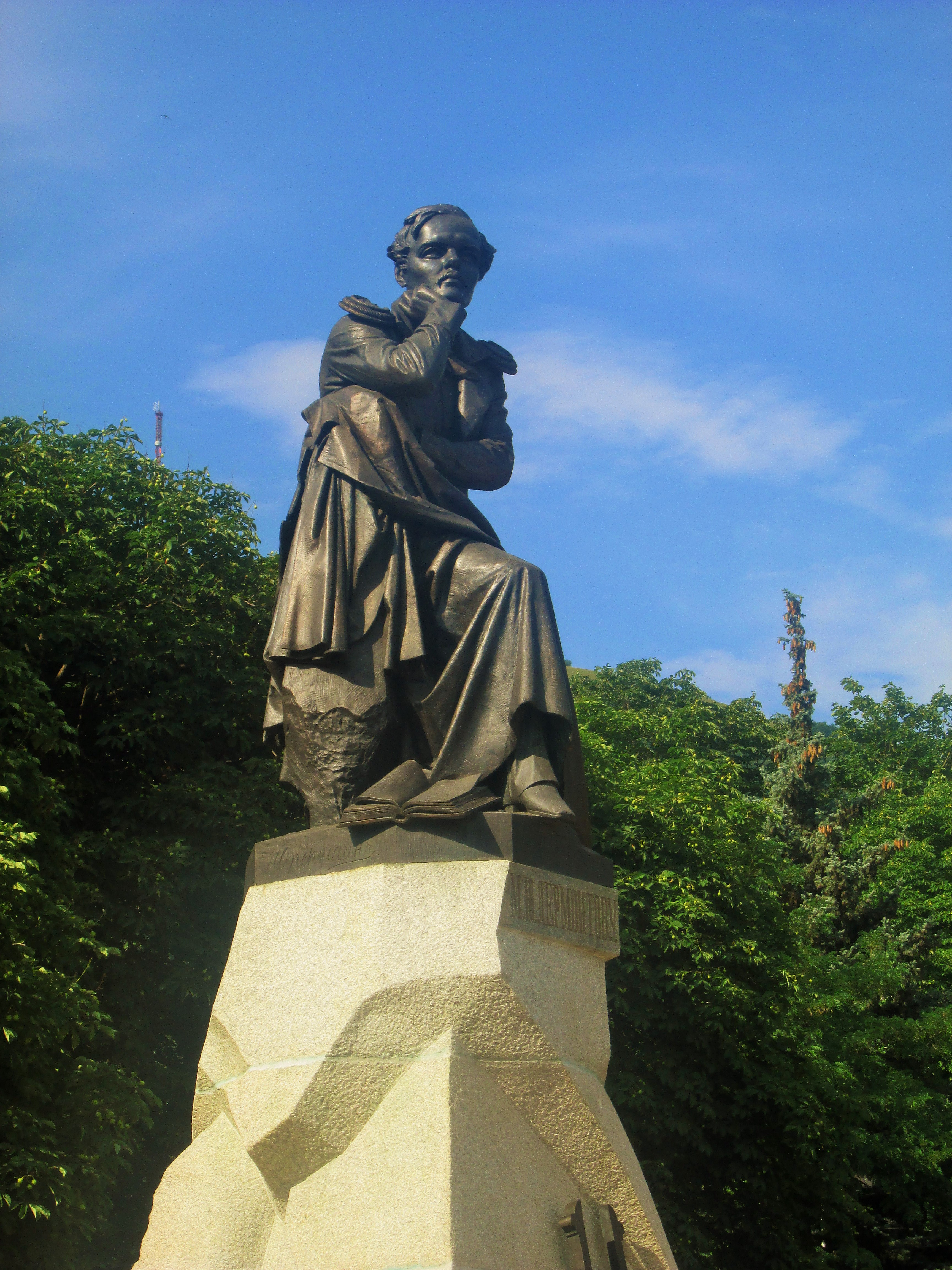
Пятигорск. Памятник Лермонтову М.Ю

В 1878 году на Всемирной выставке в Париже демонстрировалось чеканное блюдо с историческими сценами, отлитое по модели Опекушина на московской ювелирной фабрике П. Н. Овчинникова.
Для Всероссийской промышленной выставки в Москве (1882) совместно с М. О. Микешиным и архитектором Д. Н. Чичаговым создал две парные скульптурные композиции «Волга» и «Нефть».
В 1884 году Опекушин выполнил Царские врата для иконостаса Воскресенского собора Троице-Сергиевой Приморской пустыни.
Опекушин выполнил памятник Александру II у южной стены Кремля (бронза, открыт в 1898 году, не сохранился) и Александру III возле Храма Христа Спасителя (бронза, 1912, не сохранился).
Самым крупным по размерам монументом в дореволюционной России: (общая высота вместе с постаментом составляла почти 16 м) стал памятник Н. Н. Муравьеву-Амурскому в Хабаровске (открыт в 1891, уничтожен в 1925 году). В городе Сумы Харьковской губернии был установлен опекушинский памятник русскому промышленнику и благотворителю И. Г. Харитоненко (открыт в мае 1895, уничтожен в 1920-х). Мраморная статуя императрицы Екатерины II, выполненная Опекушиным по заказу московского городского головы Н. А. Алексеева, была установлена в 1896 году в здании Московской городской думы.
Кроме того, из работ Опекушина наиболее известны также: памятники адмиралу А. С. Грейгу (открыт 21 мая 1873, уничтожен после 1917 года) в Николаеве, моделированный по проекту М. О. Микешина, памятник А. С. Пушкину в Москве (бронза, гранит, открыт в 1880 году), сочетающий приподнятость образа с его исторической конкретностью и достоверностью. Опекушин создал также памятники А. С. Пушкину в Петербурге (открыт в 1884 году) и в Кишинёве (открыт 26 мая 1885 года), К. М. Бэру в Тарту (открыт в 1886 году), М. Ю. Лермонтову в Пятигорске (открыт в 1889 году), Александру II в Ченстохове (открыт в 1889 году), Александру II в Рыбинске (открыт в 1914 году) — все бронза, гранит. В 1913 году в Остафьево была установлена статуя Пушкина, также выполненная Опекушиным.
Александр Михайлович был православным христианином и убеждённым монархистом. Он был весьма популярен в монархических кругах того времени, творчество его высоко ценилось в Царственном доме, ему покровительствовали Александр III и Великий князь Сергей Александрович. Содержать большую семью ему помогал постоянный доход от выполнения декоративных скульптур — его изделия украсили интерьеры многих московских особняков: Елисеева (Тверская улица, 14), Прове (улица Александра Лукьянова, 7), Мазуриных, Малкиеля, князей Щербатовых и др.; фасады театра Незлобина, Московского биржевого комитета (Здание биржи (Москва) — улица Ильинка, 6), Московской конторы Государственного банка (Неглинная улица, 12).
С 1875 по 1918 год семья Опекушина жила в Санкт-Петербурге по адресу: Каменноостровский проспект, 52. Его собственный дом, первоначально двухэтажный, был построен в 1877—1878 годах архитектором А. С. Лыткиным, сотрудником скульптора. Впоследствии дом неоднократно перестраивался. Рядом с ним стоит небольшое кирпичное здание — мастерская Опекушина. Построенная в 1887 году по проекту А. А. Гвоздзиевского, она была увеличена пристройками в 1894 и 1901 годах. В отличие от жилого дома, мастерская Опекушина сохранила облик 1900-х годов. Она по-прежнему используется как скульптурная мастерская.
Осенью 1919 года при содействии А. В. Луначарского, больной и нищий, А. М. Опекушин вместе с дочерьми за государственный счёт был отправлен в Ярославскую губернию к двоюродной сестре. Затем, в селе Рыбницы, священником отцом Иоанном им был предоставлен дом в бесплатное пользование. Академический паёк, выделенный Наркомпросом, начал поступать только в 1922 году; помогали местные жители. В начале 1923 года А. М. Опекушин простудился, заболел воспалением лёгких и 4 марта скончался. Похоронен на кладбище возле Спасской церкви села Рыбницы, где был когда-то крещён; только в 1972 году здесь появилась скромная надгробная плита, а в 2012 году — надгробие из чёрного полированного гранита с надписью: «Великому скульптору от благодарных потомков».

## Память

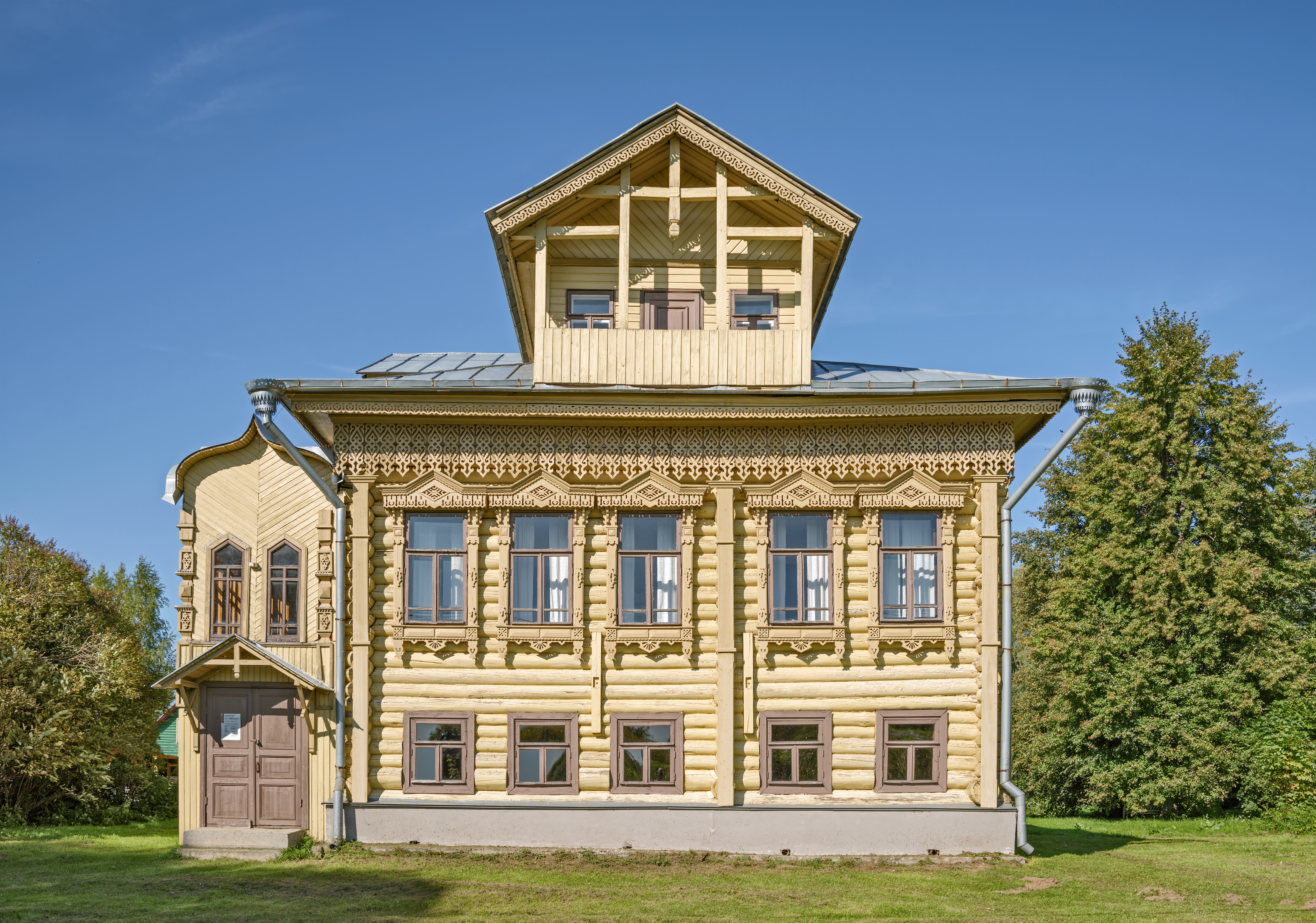
Дом-музей А. М. Опекушина в Рыбницах

- В 1978 году издан художественный маркированный конверт, посвящённый скульптору.
- Именем Опекушина назван астероид 5055 Opekushin (1986 PB5), открытый 13 августа 1986 года астрономом Людмилой Ивановной Черных.
- Вручается Ярославская областная премия его имени[10].
- В селе Рыбницы Некрасовского района Ярославской области действует дом-музей А. М. Опекушина.

## Рекомендуемая литература
- Давыдова О. А. Академик из крепостных. Очерк об А. М. Опекушине Архивная копия от 14 апреля 2018 на Wayback Machine. — Ярославль: 1991.
- Давыдова О. А. «Лепил А. Опекушин». — Ярославль: Издательское бюро «ВНД», 2013. — 256 с.; 32 л. ил.
- Давыдова О. А. Академик из крепостных // Московский журнал. — 2013. — № 10. — С. 50—57. — ISSN 0868-7110.
- Давыдова О. А. Увековеченный в бронзе. Пушкиниана скульптора Александра Опекушина. — М.: Издательство «МИК», 2016. — 2016 с., ил.